# Camille Serme
Camille Serme (* 4. April 1989 in Créteil) ist eine französische Squashspielerin.

## Karriere
Camille Serme begann ihre professionelle Karriere in der Saison 2005 und gewann 17 Titel auf der PSA World Tour. Ihre höchste Platzierung in der Weltrangliste erreichte sie im Februar 2017 mit Rang zwei. In ihrer Juniorenkarriere erreichte sie 2007 das Finale der Weltmeisterschaft, welches sie gegen die Ägypterin Raneem El Weleily mit 2:9, 4:9, 9:5 und 3:9 verlor. Mit der französischen Nationalmannschaft nahm sie 2006, 2008, 2010, 2012, 2014, 2016, 2018 und 2022 an der Weltmeisterschaft teil. Zudem wurde sie mit ihr 2019 Europameister. Im Einzelwettbewerb erreichte sie erstmals 2011 in Warschau das Finale, verlor dieses jedoch gegen Natalie Grinham mit 11:7, 3:11, 9:11 und 5:11. Im Jahr darauf zog sie in Helsinki erneut ins Endspiel ein und ein weiteres Mal war Natalie Grinham ihre Gegnerin. Dieses Mal gewann Camille Serme die Begegnung mit 8:11, 11:6, 11:6 und 11:9 und wurde damit erstmals Europameister. 2013 verteidigte sie im belgischen Herentals, im dritten Aufeinandertreffen mit Natalie Grinham im Endspiel, erfolgreich ihren Titel. Bei Weltmeisterschaften erzielte sie mit dem Halbfinaleinzug 2010 ihr bislang bestes Resultat. Bei den World Games 2013 gewann sie die Bronzemedaille. 2014 wurde sie in Valenciennes nach einem Finalsieg über Line Hansen zum dritten Mal Europameister im Einzel. Im Mai 2015 gewann sie als erste Französin die British Open und verteidigte kurz darauf ihren Titel bei der Europameisterschaft. Auch 2016 und 2017 gelang ihr die Titelverteidigung. 13 Mal gewann sie die französische Landesmeisterschaft. Im Juni 2022 beendete Serme verletzungsbedingt zunächst ihre Karriere, nachdem sie ihr letztes Turnier bei den CIB Egyptian Open 2021 bestritten und sich dort die Achillessehne gerissen hatte.
Ihr Bruder Lucas Serme ist ebenfalls als Squashprofi aktiv.

## Erfolge
- Europameisterin: 6 Titel (2012, 2013, 2014, 2015, 2016, 2017)
- Europameisterin mit der Mannschaft: 2019
- Gewonnene PSA-Titel: 17
- World Games: 1 × Gold (2017), 1 × Bronze (2013)
- Französische Meisterin: 13 Titel (2009–2016, 2018–2021, 2025)